# Pouri Banai
Pour les articles homonymes, voir Banai.
Pouri Banai (en persan : پوری بنایی), née Sedigheh Banai le 11 octobre 1940 à Arak, est une actrice iranienne.

## Carrière
Elle a commencé au cinéma avec Aroos Farangui (La Bru occidentale, 1954). Cinq ans plus tard, elle joue dans Qeysar aux côtés de Behrouz Vossoughi (1959).

## Filmographie
- 1966 : Khodahafez Tehran, avec Behrouz Vossoughi
- 1969 : Qeysar : Azam
- 1970 : Adsız Cengaver : Gülnaz
- 1970 : Les Héros de Yucca
- 1973 : Golgo 13 (ゴルゴ13, Gorugo 13?) de Jun'ya Satō
- 1975 : Zanbourak de Farrokh Ghaffari
- 1975 : Ghazal de Massoud Kimiai
- 2008 : Shirin